# Bandeira da Irlanda do Norte

Atualmente, a Irlanda do Norte não possui bandeira oficial.
Desde 1972, utilizada em substituição a Bandeira do Reino Unido. Até então, o governo norte-irlandês utilizava oficialmente o Estandarte do Ulster para representar a Irlanda do Norte. Esta bandeira ainda é utilizada para representar a nação em eventos esportivos onde os países do Reino Unido competem separadamente, como nos Jogos da Commonwealth, em competições da UEFA, em campeonatos profissionais de golfe do PGA Tour e do PGA European Tour, e em partidas de futebol da FIFA.